# Semanotus japonicus
Semanotus japonicus är en skalbaggsart som beskrevs av Lacordaire 1869. Semanotus japonicus ingår i släktet Semanotus och familjen långhorningar. Inga underarter finns listade i Catalogue of Life.